# Linus Roth
Linus Roth (* 1977 in Ravensburg) ist ein deutscher Geiger und Professor für Violine.

## Werdegang
Linus Roth wuchs im oberschwäbischen Landkreis Biberach auf. Mit 12 Jahren wurde er in die Vorklasse Nicolas Chumachenco an der Hochschule für Musik in Freiburg im Breisgau aufgenommen. Von 1993 bis 1998 studierte er bei Zakhar Bron an der Musikhochschule Lübeck und schloss seine Studien bei Ana Chumachenco in Zürich und München mit dem Solistendiplom ab. Während seiner Studienzeit war er Stipendiat der Anne-Sophie Mutter Stiftung.
2006 bekam Roth für seine Debüt-CD beim Label EMI Classics den Echo Klassikpreis als bester Nachwuchskünstler, und 2017 erreichte die Aufnahme mit dem London Symphony Orchestra unter Thomas Sanderling den ECHO Klassikpreis „Konzerteinspielung des Jahres“.
Die Konzerttätigkeit Roths erstreckt sich weltweit als Solist mit internationalen Orchestern wie dem Staatsorchester Stuttgart, dem Württembergischen Kammerorchester Heilbronn, dem Münchner Kammerorchester, dem Deutschen Symphonieorchester Berlin, dem SWR Symphonieorchester, dem Orchestra della Toscana Florenz, dem Orchestra del Teatro San Carlo Neapel, dem Royal Liverpool Philharmonic Orchestra, dem Berner Symphonieorchester, dem Kölner Kammerorchester und dem Bruckner Symphonieorchester Linz. Linus Roth arbeitete u. a. mit folgenden Dirigenten zusammen: Gerd Albrecht, Herbert Blomstedt, Andrey Boreyko, Dennis Russell Davies, Matthias Foremny, Hartmut Haenchen, Manfred Honeck, James Gaffigan, Mihkel Kütson and Antoni Wit. 
Zu seinen Kammermusikpartnern gehören Nicolas Altstaedt, Gautier Capuçon, Kim Kashkashian, Albrecht Mayer, Nils Mönkemeyer, Andreas Ottensamer, Itamar Golan und Danjulo Ishizaka. Seit 1997 ist José Gallardo sein häufigster Klavierpartner.
Seit 2012 ist Linus Roth Professor für Violine am Leopold-Mozart-Zentrum der Universität Augsburg.
Gemeinsam mit dem Dirigenten Thomas Sanderling gründete Roth 2015 die „International Mieczyslaw Weinberg Society“, deren Ziel es ist, das umfangreiche Schaffen dieses polnisch-russischen Komponisten im Konzertsaal und durch Aufnahmen bekannter zu machen. Inzwischen hat Roth alle Werke Weinbergs mit der Violine als Soloinstrument aufgenommen. 
2018 gründete Roth das Musikfestival „Ibiza Concerts“ auf Ibiza. Im Jahr 2019 führte er als künstlerischer Leiter den 10. Internationalen Violinwettbewerb Leopold Mozart Augsburg mit dem Ehrenpräsidenten Salvatore Accardo durch. Seit 2020 verantwortet er als Intendant das Programm der Musikfestspiele „Schwäbischer Frühling“ in Ochsenhausen.
Im März 2025 fand im Leipziger Gewandhaus die Uraufführung von Petersens Violinkonzert d-moll op. posth. 4 statt, dirigiert von Constantin Trinks und mit Linus Roth an der Violine.

## Instrument
Seit 1997 spielt Linus Roth die Stradivari „Dancla“ von 1703, eine Leihgabe der L-Bank Baden-Württemberg.

## Preise und Auszeichnungen
- 1992: Bundeswettbewerb Jugend musiziert, 1. Preis[2]
- Stipendiat der Anne-Sophie-Mutter-Stiftung
- 1995: Internationaler Violinwettbewerb Novosibirsk, 1. Preis
- 1997: Internationaler Musik-Wettbewerb „Joseph Szigeti“, 2. Preis
- 2003: Deutscher Musikwettbewerb, 1. Preis
- 2003: Sonderpreis des Schumannhauses Bonn
- 2006: Echo Klassik, „Bester Nachwuchskünstler“
- 2014: Kulturpreis des Landkreises Biberach
- 2017: Echo Klassik, „Konzerteinspielung des Jahres“